# Hollywood Roosevelt Hotel
Het Hollywood Roosevelt Hotel is een historisch hotel in Spaanse stijl aan de Hollywood Boulevard in Hollywood, de beroemde wijk in Los Angeles (Californië). Het hotel werd naar president Theodore Roosevelt genoemd en werd gefinancierd door een groep mensen waartoe ook Douglas Fairbanks, Mary Pickford en Louis B. Mayer behoorden. De kostprijs van het twaalf verdiepingen tellende hotel met 300 kamers en suites, bedroeg destijds 2,5 miljoen dollar. Het Roosevelt Hotel opende z'n deuren op 15 mei 1927. 
De allereerste Oscaruitreiking vond op 16 mei 1929 plaats in het Roosevelt Hotel. Het jaar daarna verhuisde het evenement naar het Ambassador Hotel. Marilyn Monroe verbleef gedurende twee jaar in het hotel.
Tegenwoordig wordt het hotel uitgebaat door Thompson Hotels. Het gebouw onderging een grondige renovatie in 2005 en speelt sindsdien opnieuw een grotere rol in het nachtleven van Hollywood. De nachtclub Teddy's, in de hoofdlobby, zorgde de laatste jaren ook voor een vernieuwde interesse in het hotel. Het zwembad van het hotel is versierd met een onderwaterfresco van David Hockney.